# 丹玛·洛桑次珍
丹玛·洛桑次珍（？—？），女，藏族，西藏人，哲蚌寺丹玛森康女巫。

## 生平
西藏女巫中地位最高、名声最大的是丹玛森康。她是拉萨哲蚌寺的护法，降神时自称阿尼玛卿山神女丹玛扎吉玛神女附体。该神女原是苯教山神，8世纪的佛教密宗大师莲花生自称将她降伏，使她变成藏传佛教十二位護法之一。丹玛森康女巫住在哲蚌寺东侧的一座白色神宫内。她在神宫修行、降神、生育子女。她必须结婚。婚后至少要生一个女儿，并将降神术传授给女儿。丹玛森康的巫统是母女相承，若某代无女儿便无法承继，但这种情况直到洛桑次珍为止尚未发生过。
洛桑次珍曾是西藏噶厦祈请神谕以决策政务的大神巫，是除达赖母亲之外唯一可自由出入达赖神宫的女性。中华人民共和国时期，摄影家吴新华2002年与全国妇联达成协议，在3个月内走遍西藏各地拍摄西藏女性，其中就包括洛桑次珍。